# Національний парк Тлемсен
Тлемсен (араб. الحديقة الوطنية تلمسان) — один з нових національних парків Алжиру. Розташований на півночі країни в провінції Тлемсен. Названий на честь однойменного міста, що розташоване поруч з парком. У парку розташовані ліси «Іфрі», «Заріффет» і «Ейн-Фезза», водоспади і кліфи «Ель-Авріт», безліч археологічних пам'яток, а також руїни Мансура, стародавнього міста на місці якого і був побудований Тлемсен, «Мечеть Сіді Бумедин» — покровителя Тлемсена.